# Enveloppe sonore

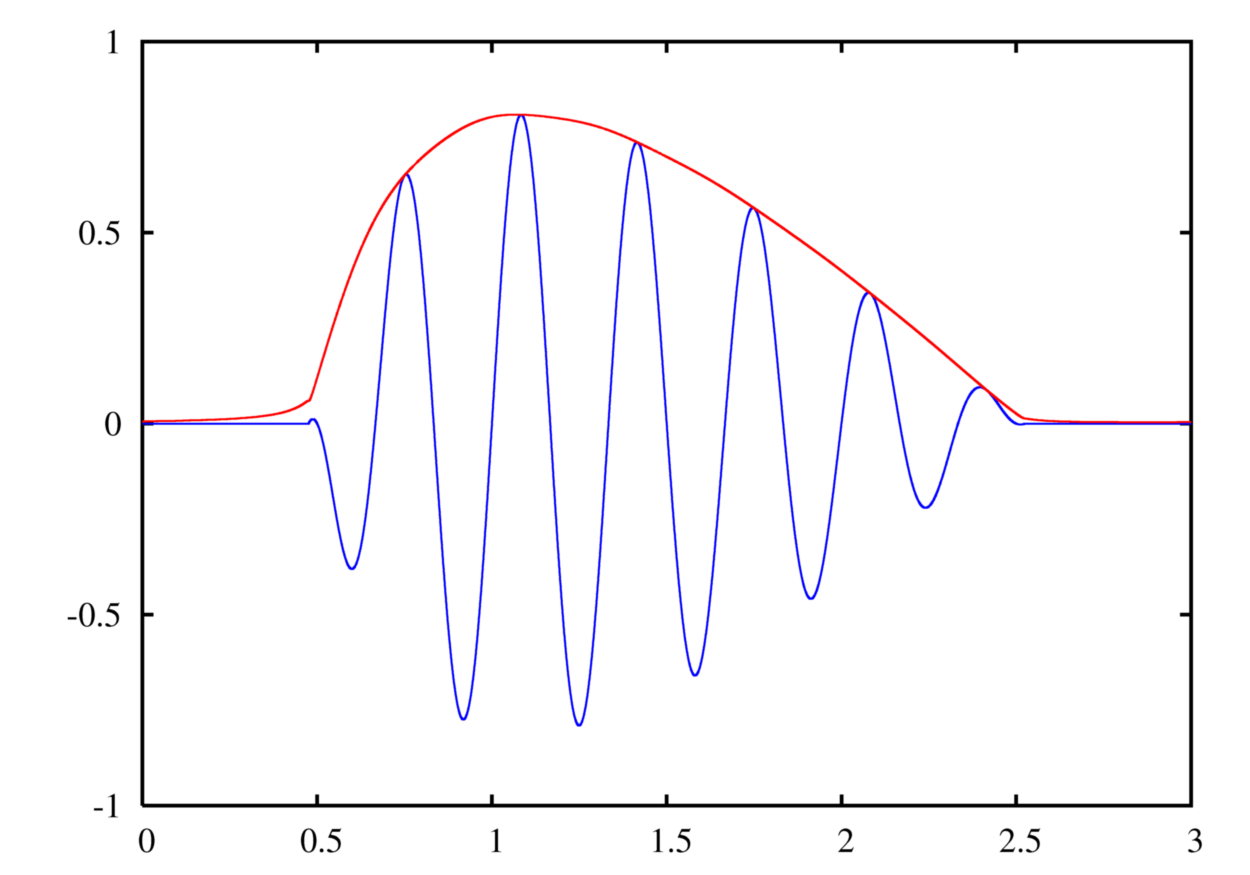
Enveloppe (en rouge) et signal modulé en amplitude (en bleu).

Pour les articles homonymes, voir Enveloppe et Enveloppe sonore (psychanalyse).
L'enveloppe sonore est la courbe décrivant l'évolution d'une propriété d'un son (par exemple son volume) en fonction du temps.

## Histoire
Le Novachord, synthétiseur datant de 1932, propose déjà un générateur d'enveloppe paramétrable (proposant un choix entre 7 courbes ADS prédéfinies, et un temps de release réglable par pédale).
L'enveloppe de type ADSR a été spécifiée par Vladimir Ussachevsky (alors à la tête de Columbia-Princeton Electronic Music Center) en 1965, en proposant des améliorations aux premiers synthétiseurs de Robert Moog, les quatre paramètres étant alors nommés T1, T2, Esus, T3, avant d'être simplifiés en A, D, S, R par ARP.

## Utilité

Architecture de synthèse soustractive où deux générateurs d'enveloppes (EG) font varier le filtre (VCF) et le volume (VCA).

En synthèse sonore, une enveloppe (en général de type ADSR) est générée pour chaque note, afin de décrire l'évolution du volume au sein de la note. Sa forme a un impact important sur le style d'instrument synthétisé. Une attaque courte, par exemple, permet d'avoir un instrument plus percussif, alors qu'une attaque longue permet d'obtenir des instruments plus doux.
L'enveloppe est également utilisée pour commander la fréquence de coupure, et décrit alors l'évolution du timbre de la note. Selon les possibilités offertes par le synthétiseur, elle peut aussi moduler la hauteur ou même la distorsion du son. Plus généralement, dans le cadre de la synthèse modulaire, l'enveloppe peut commander n'importe quel module commandé en tension, donc le choix du paramètre commandé est totalement libre.

Dans les stations audionumériques et les logiciels de montage vidéo, une enveloppe (en général de type paramétrique) peut être utilisée sur une échelle de temps plus large afin de commander des automations. Elle peut servir à corriger le volume tout au long d'un morceau, ou à créer des effets de fondu.

## Génération d'enveloppe

### Enveloppe ADSR

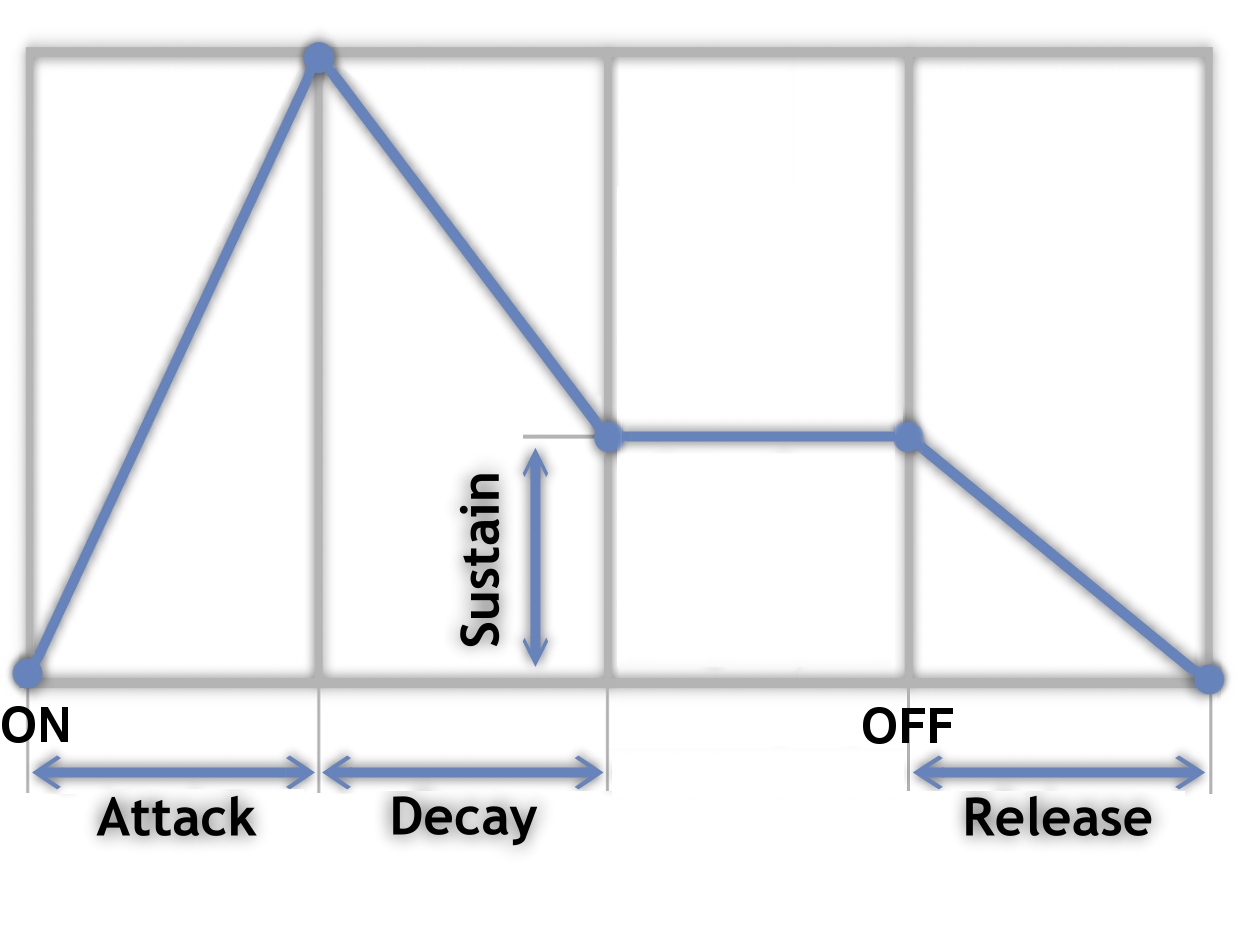
Enveloppe ADSR et ses quatre paramètres.

L'enveloppe Attack Decay Sustain Release (Attaque Chute Entretien Extinction en français, parfois également traduit en transitoire d'attaque, déclin, maintien et chute) est l'enveloppe la plus courante dans les synthétiseurs. Synchronisée avec le clavier, elle permet de moduler le son de chaque note à l'aide de quatre paramètres qui sont :
- Attack : l'attaque décrit la durée nécessaire pour atteindre le niveau maximal, après le début de la note (c'est-à-dire après avoir appuyé sur une touche du clavier) ;
- Decay : la chute indique la durée nécessaire pour redescendre jusqu'en phase d'entretien ;
- Sustain : l'entretien décrit le niveau stable, conservé tant que la touche est maintenue enfoncée[6] ;
- Release : l'extinction indique la durée nécessaire pour que le niveau diminue jusqu'à revenir au zéro initial, à partir de la fin de la note (c'est-à-dire dès le relâchement de la touche).

Élément essentiel des synthétiseurs analogiques, le générateur ADSR est aussi parfois présent sur les synthétiseurs numériques, ou sur les sampleurs.

#### Variantes
Certains synthétiseurs proposent des paramètres supplémentaires pour une description plus précise de l'enveloppe. Par exemple:
- Delay : durée entre le début de la note et le début de l'attaque, où le niveau reste à zéro.
- Hold : durée entre l'attack et le decay où le niveau est maintenu au maximum.

La gamme de synthétiseurs DX de Yamaha, dont le célèbre DX7, utilise pour la synthèse FM un type d'enveloppe différent à 8 paramètres, où on exprime 4 niveaux et 4 « pentes » (vitesse de transition). Cela permet par exemple d'avoir le niveau L4 (touche relâchée) différent de zéro, ou avoir le niveau L3 plus haut que le niveau L2.
À l'inverse lorsqu'un contrôle précis de la forme de l'enveloppe n'est pas nécessaire, on peut avoir des paramètres en moins (Enveloppe Attack Decay, ou Attack Release).

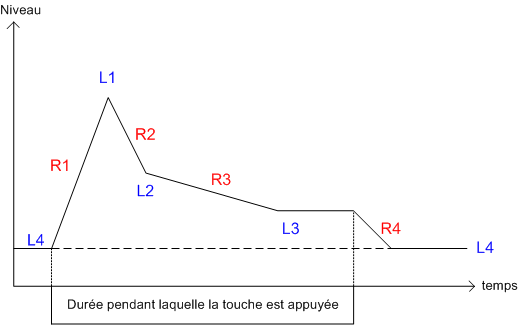
Générateur d'enveloppe du DX7. L1 à L4 sont des niveaux, R1 à R4 sont des pentes
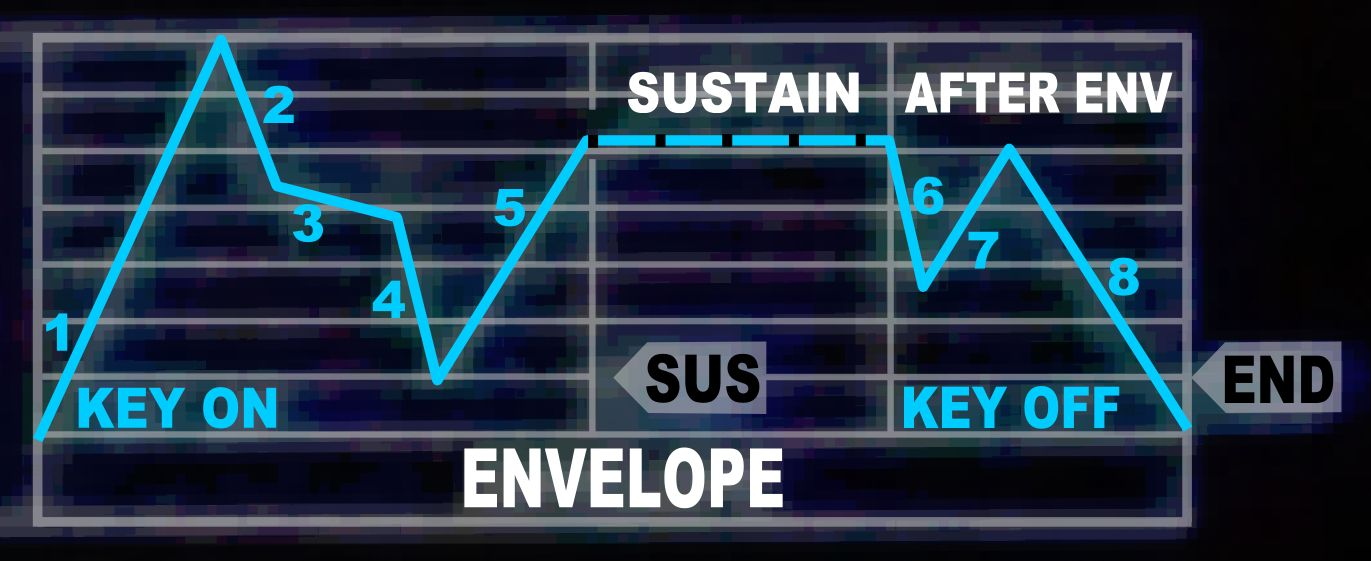
Enveloppe complexe du CZ de Casio
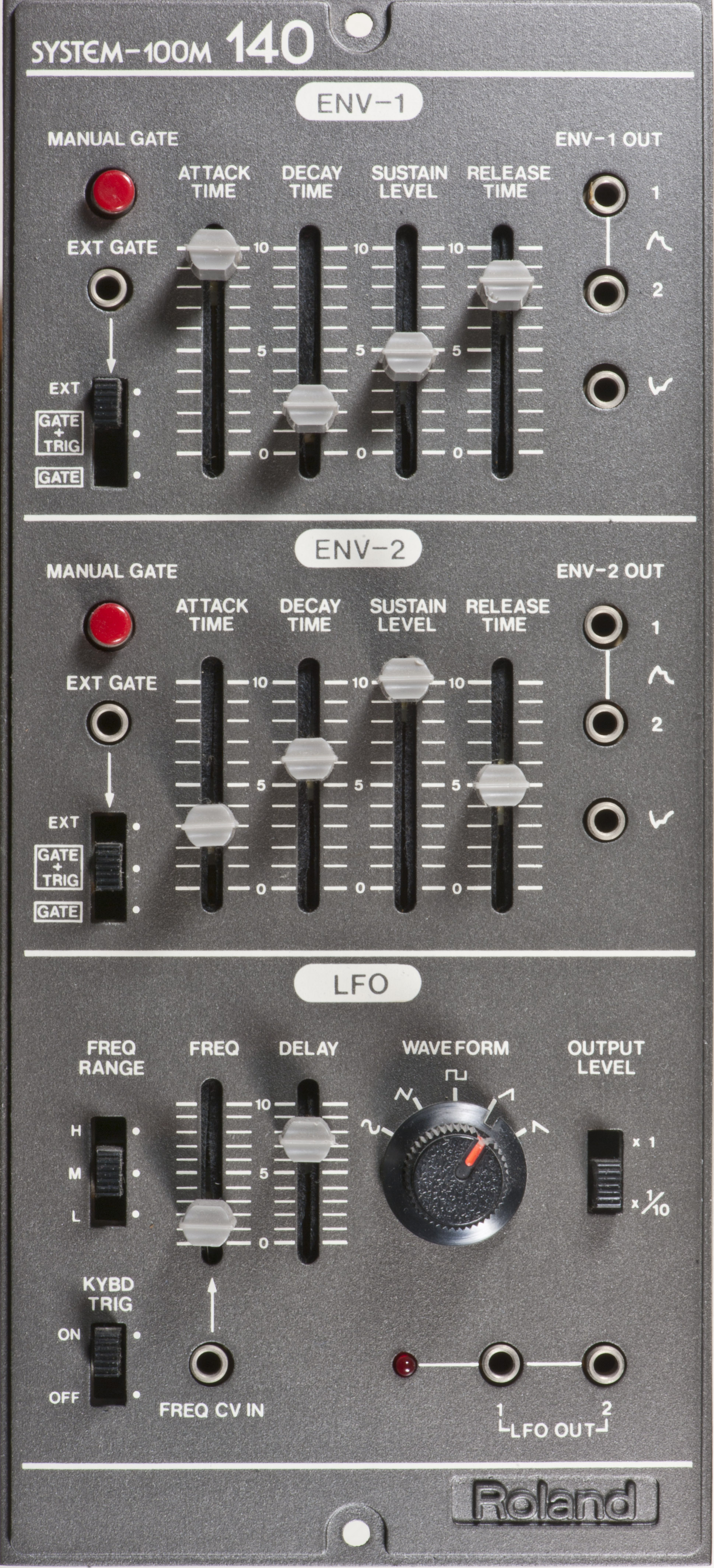
Contrôle ADSR d'enveloppes

### Enveloppe paramétrique
L'enveloppe étant une courbe, certains logiciels de musique permettent de la dessiner de manière vectorielle, à l'aide d'une courbe de Bézier par exemple. Cette technique permet à l'utilisateur une très grande précision.

### Enveloppe dynamique

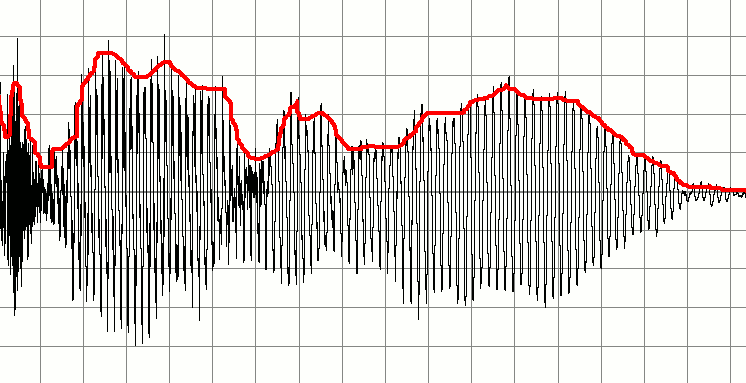
L'enveloppe générée (en rouge) à partir du signal (en noir).

Une enveloppe peut être générée dynamiquement en suivant le volume d'un signal grâce au circuit détecteur d'enveloppe. On parle dans ce cas d'envelope follower. L'envelope filter est un effet audio de filtre qui s'ouvre en fonction de l'enveloppe d'un signal.